# Huperzia medogensis
Huperzia medogensis là một loài thực vật có mạch trong Họ Thạch tùng. Loài này được Ching & Y.X. Ling mô tả khoa học đầu tiên năm 1984.